# Apsorbirana doza
Apsorbirana doza (oznaka D) je dozimetrijska veličina koja opisuje povećanje unutrašnje energije (fizičke i kemijske učinke) u tvari izloženoj ionizacijskom zračenju. Apsorbirana doza je količnik energije pohranjene (apsorbirane) ozračenjem i mase ozračene tvari (apsorbera). Mjerna je jedinica apsorbirane doze grej (Gy).
Apsorbirana doza ili punim nazivom apsorbirana doza ionizirajućeg zračenja (skraćeno doza; D) je količina energije ionizirajućeg zračenja koju apsorbira kemijska tvar na koju zračenje djeluje. Apsorbirana doza se mjeri u Gy (grej; Gy = J/kg). Jedan grej (Gy) predstavlja 1 J (džul) energije koju je ionizirajuće zračenje predalo 1 kilogramu (kg) tvari. Učinci ovise ponajviše o apsorbiranoj energiji i osobinama tvari koja je energiju apsorbirala.
Radi poznavanja povijesti i proučavanja povijesnih knjiga valja navesti da je prije uvođenja SI jedinica, jedinica za apsorbiranu dozu bila rad (engl. Radiation Absorbed Dose). Pri tome 1 Gy =100 rad. Dakle rad je 100 puta manja jedinica od Gy. Apsorbirana doza se može mjeriti na više načina, no u praksi se ne mjeri, nego se informacija o apsorbiranoj dozi dobiva poznavanjem ili određivanjem ekspozicije.
Kada se liječi rak s ionizirajućim zračenjem, liječnik će obično propisati radioterapiju u grejima (Gy). Ako govorimo o opasnosti ili riziku od ionizirajućeg zračenja, onda govorimo o ekvivalentnoj dozi, a SI izvedena mjerna jedinica je sivert (Sv).

## Doze ionizirajućeg zračenja
Doze ionizirajućeg zračenja označavaju količinu predane energije ionizacijskog zračenja određenoj masi tvari. Naime, ionizirajuća zraka prolazeći kroz tvar se sudara s atomima i predaje im svoju energiju, što za posljedicu ima ionizaciju atoma, odnosno molekula.

### Brzina apsorbirane doze
Brzina apsorbirane doze je količina energije ionizirajućeg zračenja što je upija ili akumulira jedinica materije u jedinici vremena. Izražava se u Gy/s (=Jkg−1s−1). Veličina brzine apsorbirane doze je bitna jer o njoj ovise učinci ionizirajućeg zračenja na živu tvar. Ako dvije jedinke apsorbiraju istu dozu zračenja, ali u različitom vremenu, dakle s različitom brzinom apsorbirane doze, posljedice će biti različite. Radi ilustracije, brzinu apsorbirane doze možemo usporediti s intoksikacijom alkoholom. Dakle, veće količine alkohola raspoređene tijekom dugog vremena će jetra bez većih šteta detoksicirati naprotiv, ista količina alkohola u kratkom vremenu (npr. 2,5 litre votke) će biti jako štetna.

### Ekspozicija
Ekspozicija je zbroj električnih naboja svih iona istog naboja stvorenih u jedinici mase tvari pri prolasku rendgenskih ili gama zraka. Kratica za ekspoziciju je X, a jedinica za ekspoziciju je C/kg (kulon po kilogram). C/kg je ona količina rendgenskih ili gama zračenja koja će u kg tvari (zraku) stvoriti ione ukupnog naboja od 1 kulon. Jedinica ekspozicije izvan SI sustava je rendgen (R); 1C/kg = 3867 R.
Brzina ekspozije je ekspozicija po jedinici vremena i izražava se kao (C/kg)/s = C/(kgs).

## Dozimetrija
Dozimetrija je mjerenje i računanje energije koju zračenje predaje tvari, proučavanje utjecaja različitih vrsta ionizirajućega zračenja na tvari, tkiva i organe i mjerenje brzine raspadanja radioaktivne tvari. Veličine koje opisuju izloženost tvari ionizirajućemu zračenju i učinke (oštećenja) uzrokovane energijom zračenja su na primjer apsorbirana doza, efektivna doza i ekvivalentna doza, a brzinu raspadanja radioaktivne tvari opisuje aktivnost radioaktivnog izvora.

### Dozimetar
Dozimetar se koristi za zaštitu ljudi koji rade u područjima jakog ionizirajućeg zračenja, prije svega u postrojenjima ili ustanovama gdje se koriste jaki izvori radioaktivnosti. Dozimetar je naprava koju radnik ima na sebi. On se obično drži na prsima i ne smije se prekriti tkaninom ili ga na bilo koji način "skriti", jer tako smanjujemo količinu zraka koju bi on trebao registrirati. Gdje se kreće čovjek, s njim ide i dozimetar. Dozimetar ima svojstvo da registrira ukupno ozračenje, odnosno apsorbiranu dozu zračenja koju je čovjek primio.